# Gottfried Schulz
Gottfried Schulz (n. 25 octombrie 1846, Preamobalka, Artsyz urban hromada⁠(d), Odesa, Ucraina – d. 27 aprilie 1925, Sofiental, Județul Cetatea-Albă, România) a fost un mare proprietar și comerciant de vite de origine germană din Basarabia. Prin achiziții masive de terenuri, a contribuit semnificativ la colonizarea internă a regiunii în beneficiul conaționalilor săi. În activitățile sale comerciale, a colaborat îndeaproape cu fratele său, Gottlieb Schulz.

## Biografie
Gottfried Schulz s-a născut într-o familie de fermieri germani în Basarabia, pe atunci parte a Imperiului Țarist. Satul său natal, Dennewitz (azi: Preamobalka), a fost fondat în 1834 de emigranți germani și avea aproximativ 550 de locuitori de origine germană în 1940.
Inițial, Schulz a fost fermier în așezarea germană Neu-Posttal (azi: Dolînivka). Primul său succes economic a venit din vânzarea produselor agricole în orașele Cetatea Albă și Odesa. Ulterior, împreună cu fratele său, Gottlieb Schulz, a început să cumpere vite slabe în timpul iernii de la proprietari care nu își permiteau hrana necesară pentru animale. Frații angajau păstori pentru a îngrășa vitele pe pășuni închiriate în primăvară și vară, iar toamna le vindeau în Cetatea Albă și Odesa. Astfel, Gottfried Schulz a devenit cel mai important comerciant de vite din sudul Basarabiei, acumulând capital semnificativ.
Cu acest capital, frații Schulz au achiziționat terenuri de la nobili ruși și le-au revândut conaționalilor germani, percepând un comision de 1% din prețul de achiziție. Nobilii ruși aveau nevoie de bani, deoarece mulți dintre ei duceau o viață luxoasă în stațiuni din Franța și Elveția, pe care nu o puteau susține doar din veniturile proprietăților lor.
Prin aceste tranzacții, mulți locuitori ai satelor germane din Basarabia au devenit proprietari ai terenurilor pe care anterior le arendau. De asemenea, au fost înființate numeroase noi așezări germane pe terenurile achiziționate. În Basarabia existau mulți oameni fără pământ în căutarea teren agricol, deoarece, conform dreptului succesoral, doar fiul cel mic moștenea ferma tatălui.
Se estimează că Gottfried Schulz a achiziționat aproximativ 40.000 de desetine⁠(d) (aproximativ 45.000 ha) de teren în Basarabia. De asemenea, a realizat o achiziție majoră de 10.000 de desetine în Caucazul de Nord, destinată coloniștilor germani, însă acest proiect a eșuat din cauza atacurilor populației locale asupra coloniștilor.
Achizițiile de terenuri ale lui Gottfried Schulz au dus la mai multor așezări germane în Basarabia.
Un alt merit al lui Gottfried Schulz este că, datorită eforturilor sale, în 60 de sate germane din Basarabia, terenurile arendate au trecut în proprietatea fermierilor.
Gottfried Schulz a murit pe 27 aprilie 1925, la 7 ani după Unirea Basarabiei cu România.